# Giugnola
Giugnola è una frazione dei comuni di Castel del Rio (BO) e di Firenzuola (FI) situata nell'Appennino tosco-romagnolo, sul fianco nord-ovest del Monte la Fine, nell'alta valle del Sillaro. Per gran parte della sua storia, è stata legata alla vicina Piancaldoli (2 km più a sud) alla quale per un certo periodo fu accorpata. Vi si parla un dialetto della lingua romagnola.

## Origini del nome
Ci sono varie teorie sull'origine del toponimo: potrebbe derivare dalla giugnola, una varietà di uva che matura in giugno, oppure da Junus-juniola, un piccolo tempio dedicato a Giunone, oppure dal termine jugum, un piccolo giogo. A supporto della prima teoria, nel paese ci sono alcune torri da vigna delle quali la più antica riporta un'iscrizione indicante l'anno 1547. Queste torri testimoniano che da secoli veniva coltivata la vite i cui frutti potrebbero avere dato il nome al paese.

## Storia
Nella Descriptio provinciæ Romandiolæ (1371), Giugnola è collocata nel territorio dei conti Ubaldini, formalmente appartenente allo Stato Pontificio.

Con l'ampliamento della potenza politica di Firenze, l'abitato di Giugnola venne a trovarsi sul confine con la Repubblica.
Nel XVIII secolo Giugnola, posta a metà tra il Granducato di Toscana e lo Stato Pontificio, era nota per i numerosi contrabbandieri. In località Mercurio, a poca distanza dall'abitato nel versante toscano, è ancora presente  integralmente l'edificio che fungeva da dogana granducale, la dogana pontificia  era presente alla Doccia poi trasferita sulla nuova strada in località Dogana, dove esiste ancora, benché restaurata. Nel paese si trovano il Palazzo dei Doganieri e la Caserma delle Guardie. Nonostante queste evidenze di un numero elevato di guardie e doganieri, il mercato nero fioriva attraverso cunicoli o passaggi da casa in casa.

## Cultura

### Monumenti e luoghi d'interesse
Giugnola è percorsa da caratteristiche carreggiate, alcune ancora originali, il cui fondo stradale è costruito da massicciate di sassi in coltello molto resistenti all'usura.
Queste vie, man mano che si entra nell'antico agglomerato, diventano delle vere e proprie gallerie, le portacce (o purgazi), sormontate da abitazioni pensili delle quali è, almeno in parte, conservata l'antica struttura. 
Questi luoghi pubblici coperti diventavano spesso luogo di incontro per gli abitanti e rifugio per i viandanti.
Gli edifici più antichi sono generalmente di tipo rurale con elementi che vanno dal XV al XVIII secolo.
Alcuni presentano ancora elementi architettonici come finestre con architrave a mensola, porte con archi settecenteschi, muri stuccati alla cappuccina tipici della zona fino al XX secolo.
Il Palazzo dei Doganieri conserva un aspetto differente dagli altri e presenta ancora un barbacane nel lato ovest.
La chiesa della Beata Maria Vergine eretta da G. Galli nel 1520 conserva le antiche strutture di origine. Fu utilizzata dai domenicani di Imola come grangia. Un documento del 1650 così la descrive: «Ha la chiesa sotto il titolo e invocazione di S. Dionigi Areopagita et una semplice casa con una camera e camerino di sopra, e da basso una camera a servizio che tiene per cantina.». È costituita da una sola navata, il tetto è sorretto da capriate lignee e i due altari laterali sono in pietra arenaria locale. Sulla parete absidale è presente un quadro, che funge da pala d'altare, risalente al XVII secolo raffigurante la Madonna del Rosario. A sorreggerlo sono due statue in pietra arenaria raffiguranti due angeli.
Nei pressi della località, seguendo la SP 58 Piancaldolese, si trova la seicentesca Villa delle Rose con un oratorio dedicato a Sant'Antonio da Padova all'interno del quale era presente una pala d'altare raffigurante il santo in adorazione del Bambino Gesù, opera di Francesco Albani. Il quadro, proveniente dalla soppressa chiesa di S. Francesco di Imola, è custodito nella pinacoteca della stessa città.

### Eventi e ricorrenze
- «Festa d'la bughé»: la festa del bucato, rievocazione storica che si è tenuta il 14 agosto 2012.

## Società

### Religione
A Giugnola ha sede una chiesa parrocchiale appartenente all'arcidiocesi di Firenze.

## Geografia antropica

### Suddivisioni amministrative
Provenendo da nord, il cartello stradale che accoglie il visitatore recita «Giugnola, frazione di Castel Del Rio». Dall'altra parte del paese, provenendo da sud, il cartello stradale recita invece «Giugnola, frazione di Firenzuola». Giugnola è ancora oggi divisa da un confine: quello che separa la Toscana dall'Emilia-Romagna. È lo stesso confine che fin dal XVI secolo separava il Granducato di Toscana dallo Stato Pontificio.  

Amministrativamente, quindi, Giugnola è il nome di due frazioni, appartenenti l'una al comune di Castel del Rio (nella città metropolitana di Bologna), da cui dista 10 km, e l'altra a quello di Firenzuola (nella città metropolitana di Firenze), da cui dista 22 km.